# Anaxipha ornata
Anaxipha ornata är en insektsart som beskrevs av Lucien Chopard 1938. Anaxipha ornata ingår i släktet Anaxipha och familjen syrsor. Inga underarter finns listade i Catalogue of Life.